# خرمان چاواریا
خرمان چاواریا (اسپانیایی: Germán Chavarría‎؛ زادهٔ ۱۹ مارس ۱۹۵۹) بازیکن و مربی فوتبال اهل کاستاریکا بود.
وی همچنین در تیم ملی فوتبال کاستاریکا بازی کرده‌است.